# Compagnie industrielle d'applications thermiques
 (octobre 2015).
La Compagnie Industrielle d’Applications Thermiques (CIAT), est une entreprise industrielle spécialisée en chauffage par pompe à chaleur, confort d'été et traitement de l'air dans les secteurs de l'habitat, du tertiaire et de la santé et de l'industrie.

## Historique

### 1934 - 2000
En 1934, Jean Falconnier, ingénieur de l'École centrale de Lyon, crée à Ars-sur-Moselle la Compagnie Industrielle d’Applications Thermiques (CIAT). La création de l'entreprise fait suite à un dépôt de brevet sur les échangeurs thermiques dits “tubes à ailettes”. Cette technique optimise la surface d’échanges thermiques.
En 1939, en raison de la menace de la guerre, la société est transférée à Culoz dans l'Ain.
Entre 1940 et 1960, la CIAT se développe autour des échangeurs thermiques et de produits de base en chauffage. La société compte alors 220 salariés pour la majeure partie des ouvriers qui exercent leur savoir-faire dans les métiers de la chaudronnerie, de la tôlerie et de la métallurgie.
Durant les années 1960, la CIAT équipe la majeure partie des hôtels des stations de sport d'hiver des Alpes du Nord et se développe sur le marché résidentiel avec l'équipement d'environ 300 000 appartements. Au fil des années, la CIAT se tourne vers le conditionnement d'air, la réfrigération puis la climatisation.
En 1965, la CIAT crée le ventilo-convecteur pour la distribution et le traitement d'air des bureaux et des locaux recevant du public.
Pendant les années 1970, elle se lance dans la réfrigération et développe une gamme de groupes de production d’eau glacée, suivie rapidement des versions « pompes à chaleur ».
La société Hydronic, fondée en 1961, spécialisée dans la fabrication et la commercialisation de centrales de traitement d'air à Mortagne-au-Perche en Normandie, intègre le groupe CIAT en 1976.
Jean Falconnier décède en 1984 et est remplacé par son fils Jean-Louis.
La société Cristopia, développeuse d'une solution de stockage d'énergie thermique, à Vence dans les Alpes-Maritimes, rejoint le groupe CIAT en 1988.
Pendant les années 1990, Jean-Louis Falconnier renforce son réseau commercial dans le monde (Europe, Proche et Moyen-Orient, Afrique, Asie) et crée 3 nouveaux sites industriels en Espagne, en Chine et en Inde.
En 1997, elle démarre la construction de l'usine de Hangzhou en Chine.
En 1998, elle effectue la mise au point et installation du système de ventilation de la pyramide de Khéops.

### Années 2000
En 2000, la filiale espagnole Ciatesa, fondée en 1986, inaugure une nouvelle usine à Montilla en Andalousie. Elle est spécialisée dans les Roof top.
Lors des années 2000, la CIAT s’ouvre à de nouveaux marchés à fort potentiel comme celui de la santé ou de l’habitat individuel avec le développement des énergies renouvelables et du chauffage par pompes à chaleur.
L'année 2005 est marquée par le décès du PDG Jean-Louis Falconnier (remplacé par son frère Jean-Pierre), et l'acquisition de la société italienne Cipriani Scambiatori basée à Vérone et spécialisée dans les échangeurs à plaques.
En 2008, le groupe industriel français Somfy intègre le capital de CIAT à hauteur de 40 %.
En 2013, la CIAT réalise le traitement de l’air du Louvre-Lens.
En 2014, pour les Jeux Olympiques d’Hiver de Sotchi, la CIAT fournit près de 6000 équipements.

#### Rachat par United Technologies Corporation
En 2014, alors que le conglomérat américain United Technologies Corporation annonce vouloir racheter la CIAT, un petit-fils du fondateur Jean Falconnier, héritier de ce dernier, annonce qu'il souhaiterait faire une offre de rachat concurrente.
En 2015, la CIAT est rachetée par United Technologies Corporation,. C'est aussi en 2015 que les sites de Belley et Serrières-en-Chautagne sont fermés.
L'entreprise est actuellement active dans le domaine de la climatisation, de la réfrigération, du traitement d'air, des échanges thermiques et du chauffage par énergies renouvelables.
En 2020, touchée par la crise, la société a perdu plus de 50% de son effectif et est alors en difficulté.

## Activité

### Fondamentaux
Groupe industriel international, la CIAT conçoit, fabrique et commercialise des solutions pour les marchés du bâtiment résidentiel et tertiaire, de la santé et de l'industrie. Son action repose sur l’optimisation de la consommation énergétique, l'amélioration de la qualité de l'air et le confort des bâtiments. Acteur majeur du chauffage par pompes à chaleur, rafraichissement et traitement de l'air, le groupe invente des solutions plus propres, plus économiques, plus sûres[réf. nécessaire]. La protection de l'environnement constitue également un engagement fort du groupe et un axe majeur de sa stratégie de développement.

### Solutions systèmes
Pour viser au respect des réglementations thermiques et environnementales, la CIAT conçoit des systèmes sur boucle d'eau. Parmi ceux-ci, les solutions modulaires HYSYS offrent des combinaisons d'unités de confort, de pompes à chaleur et de centrales de traitement d'air double flux qui s'inscrivent en réponse à ces attentes.
La solution HYSYS est principalement destinée aux lieux et établissements recevant du public (Bureaux, Hôtellerie, établissements de santé : Ehpad, logement collectif). Cette solution propose une réponse graduée et différenciée selon les degrés d'exigences en ce qui concerne le confort, la qualité de l'air et l'optimisation énergétique [réf. nécessaire]: 
- Pack Confort : la solution « économique » ;
- Pack HEE : la solution « performance énergétique » ;
- Pack HEP : la solution « performance environnementale ».

### Développement Durable
Le groupe a été certifié ISO 14001, pour le respect environnemental des usines, et OHSAS 18001, pour la santé et la sécurité au travail des employés.
Le groupe CIAT intègre également une démarche structurée d'éco-conception dans le développement de ses nouveaux appareils et systèmes.

### Éco-Conception
- en agissant le plus en amont possible dans la conception (l’intégration dans le référentiel des produits CIAT) ;
- en se basant sur les résultats des Analyses de Cycles de Vie (ACV) des produits CIAT ;
- en mettant à disposition un ACV système composé de l'ensemble des produits retenus pour le projet.

Par ailleurs, l'impact environnemental des produits est communiqué via les bilans environnementaux CIAT reposant sur les ACV.

### Recherche & Innovation
Le Groupe CIAT consacre environ 5% de son chiffre d'affaires aux fonctions de recherche, d'innovation et de développement.
Le pôle Recherche et Innovation travaille en collaboration avec les équipes marketing et développement afin d'anticiper les besoins et technologies à venir. Ses programmes de recherche permettent à CIAT de jouer un rôle précurseur dans ses domaines d'expertise et d'imaginer des solutions et des produits toujours plus performants.[réf. nécessaire]
- Énergétique ;
- Qualité des ambiances intérieures ;
- Électronique-systèmes communicants ;
- Direction scientifique et support essais.

Les laboratoires CIAT représentent une surface couverte de plus de 4 500 m2[réf. nécessaire].